# Skokräm

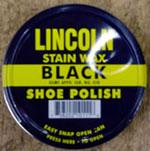
En burk skopolish.

Skokräm är ett ofta färgat impregneringsmedel som används vid skoputsning för att ge skor glans och förbättrad vattenavvisning.